# أوبتينشن
أوبتينشن (بالهانغِل: 업텐션 , بالإنجليزية: up10tion) هم فرقة فتيان كورية جنوبية بدأت الفرقة أنشطتها الموسيقيه عام 2015 ظهرت الفرقة لأول مرة في برنامج king of masked rookie وكان يُظهر البرنامج مواهبهم الفردية، الفرقة تأسست تحت إدارة شركة توب ميديا، أسسها أندي من فرقة شينهوا، وكان عنوان أول أغنية أصدروها (SO DANGEROUS) من ألبوم ترسيمهم المصغر (Top secret)، اسم المعجبين الرسمي هو (HONEY10) وتضم الفرقة عشر فتيان كوريين وهم: (جينهو، كون، كوقيول، ويي، بيتو، ووشين، سونيول، كيوجين، هوانهي، شاو) وبعد أصدار أول ألبوم لهُم قاموا بإصدار ثاني ألبوم لهم في شهر نوفمبر 2015 (bravo) ثم قاموا بإصدار ثالث ألبوم لهم في شهر إبريل 2016 (spotlight) والذي كانت مبيعاته عاليه، ثم قاموا بإصدار ألبوم الصيف وهو رابع ألبوم لهم في شهر أغُسطس 2016 (summer go) ثم بعدها قاموا بإصدار خامس ألبوم في شهر نوفمبر 2016 (burst) وفي بداية عام 2017 صنعوا ترسيمهم في اليابان بأغنية (ID) والتي حققت نجاحا كبيرا، وتخطت مبيعاتُهم مبيعات فرقة إكسو ليصبحوا أول فرقه كوريه تُصبح مبيعاتهم عاليه، ثم أعلنت توب ميديا أن ووشين سيأخذ راحه لذلك لن يأتي معهم في الكومباك الجديد وعادوا أبتنشن بتسعة أعضاء في ألبوم (STAR;DOM)، وفي شهر أكتوبر عادوا مرة أخري بإلبوم (special photo edition) وفي بداية عام 2018 في شهر يناير عادوا بأغنية يابانية (Wild Love) واستمروا ابتنشن بِتسعة أعضاء، ثم في شهر مارس يوم 9 أعلنت أن الفرقة ستعود بعشرة أعضاء بأغنية CandyLand من إلبوم (invitation).

## أعضاء الفرقة
| الاسم الفني | الاسم الحقيقي | الموقع في الفرقة                     | تاريخ الميلاد  |
| ----------- | ------------- | ------------------------------------ | -------------- |
| جينهو       | كيم جين ووك   | القائد - مغني راقص + أكبر عضو        | 2 أغسطس 1995   |
| كون         | نو سويل       | القائد الثانوي - رابر - مغني         | 11 نوفمبر 1995 |
| كوقيول      | قو مين سو     | مغني - راقص                          | 19 مايو 1996   |
| ويي         | لي سونقجون    | رابر رئيسي                           | 8 يونيو 1996   |
| بيتو        | لي تشانقهيون  | رابر رئيسي + الراقص الرئيسي          | 24 أغسطس 1996  |
| ووشين       | كيم ووسوك     | وجه الفرقة - مغني                    | 27 أكتوبر 1996 |
| سونيول      | سون يين       | الصوت الرئيسي                        | 6 نوفمبر 1996  |
| كيوجين      | هان كيوجين    | مساعد الصوت - مغني                   | 21 نوفمبر 1997 |
| هوانهي      | لي هوانهي     | الصوت الرئيسي - ماكيني الفرقة الثاني | 6 مايو 1998    |
| شاو         | لي دونقيول    | مغني - راقص - أصغر عضو في الفرقة     | 13 ديسمبر 1998 |

## وصلات خارجية
- أوبتينشن على موقع ميوزك برينز (الإنجليزية)
- أوبتينشن على موقع ديسكوغز (الإنجليزية)